# 血祭诽谤
血祭诽谤（Blood libel）指的是一则反犹太人谣言，声称犹太人会谋杀基督教徒的小孩，用他们的血来进行宗教仪式。该谣言在历史上与井中投毒、亵渎圣体並稱欧洲抹黑犹太人的三大謊言。